# Cerca federada
La cerca federada és una tecnologia de recuperació d'informació que permet la cerca simultània de múltiples recursos de cerca. Un usuari realitza una sola sol·licitud de consulta que es distribueix als motors de cerca, bases de dades o altres motors de consulta que participen en la federació. La cerca federada, a continuació, mostra els resultats que es reben dels motors de cerca a l'usuari.
Això és sovint una tècnica per a integrar els recursos d'informació dispars en el web. També pot ser una tècnica per integrar múltiples fonts de dades dins d'una organització gran o "empresa".